# Guebwiller
Guebwiller (germană Gebweiler) este un oraș în Franța, sub-prefectură a departamentului Haut-Rhin, în regiunea Alsacia.